# Interaktivní film
Interaktivní film je druh filmu, který umožňuje filmovým divákům aktivně se zúčastnit v ději filmu a rozhodovat o směřování příběhu. Znamená to, že důležité rozhodnutí v příběhu už nedělá hlavní hrdina, ale divák. Rovněž mizí i tradiční identifikace diváka s hrdinou, která se proměňuje na jednotu diváka a hrdiny.

## Kinoautomat
Skutečně prvním považovaným interaktivním filmem byl Člověk a jeho dům, v projektu Kinoautomat od českého režiséra Radúze Činčery, který byl představen veřejnosti v Montrealu na světové výstavě EXPO ′67. Česká premiéra filmu se konala v kině Světozor, v roce 1971, kdy zaznamenala veliký úspěch. Kinoautomat byl o rok později v roce 1972 z ideologických důvodů zakázán.
Přesný princip Činčerova Kinoautomatu spočíval v tom, že po zastavení několika sekvencí, převážně po těch nejdramatičtějších, vystoupil na pódium herec a zeptal se diváků, co by měl hlavní hrdina udělat. Následně si diváci mohli vybrat ze dvou možností pokračování filmu pomocí tlačítka na ovladači. Samotný systém Kinoautomatu umožňoval divákům v průběhu představení až osm rozhodnutí.
Z ekonomického hlediska je tento koncept spíše nevýhodný. Zvyšuje délku celkové potřebné stopáže k uvedení filmu, protože kino musí mít k dispozici všechny alternativní větve příběhu. Rovněž omezuje i distribuci jen do speciálně vybavených kin. Je ale překvapením, že Kinoautomat zůstal raritou v porovnání s IMAX kiny, které zaznamenaly zvýšený růst. Jedním z důvodů tohoto jevů může být ten, že pasivní filmové publikum raději sedí v kině bez toho, aby muselo do děje filmu nějak zasahovat.

## Interande
V červnu 2012 vyšel nekomerční český interaktivní film s názvem Interande. Tento film je dostupný skrze webový prohlížeč a využívá pro přehrávání vlastní proprietární technologii, kdy uživatel interaguje přímo s aplikací pomocí klikání myší. Autory projektu jsou Matouš Ježek, Radim Brnka, Pavel Gotthard a Víťa Procházka. Film je dostupný zdarma.
31. prosince 2022 byl provoz původní verze aplikace přerušen kvůli ukončení podpory přehrávače Adobe Flash ve webových prohlížečích. Interande bylo znovu uvedeno do provozu v dubnu 2023 po tom, co autor původního kódu Radim Brnka aplikaci přepsal do moderního JavaScriptu. Tato nová verze obsahuje několik inovací a zpřístupňuje také anglicky dabovanou verzi, která byla původně obsažena pouze v mobilní aplikaci z roku 2012, která již není dostupná.
Radim Brnka také na svém Substacku publikuje informace o historii projektu, jeho vývoji a interaktivním filmu jako médiu.

## Interaktivní film ve videohře
Pojem interaktivní film může odkazovat i k videohře, která vyžaduje aktivní zapojení hráče prostřednictvím uživatelského rozhraními. Zpětná vazba hráče se následně projevuje na monitoru počítače.